# Hans Leonhard Brenner
Hans Leonhard Brenner (* 5. August 1943 in Bad Godesberg) ist ein deutscher Versicherungsmathematiker und Heimatforscher. Er wohnt in Bergisch Gladbach.

## Leben
Von 1965 bis 1987 war Hans Leonhard Brenner bei einer großen Lebensversicherungsgesellschaft beruflich tätig. Aus gesundheitlichen Gründen musste er im Oktober 1987 in den vorzeitigen Ruhestand treten. Seit 1969 ist er verheiratet und hat einen Sohn. Im Jahr 1989 trat er als Mitglied in den Bergischen Geschichtsverein Rhein-Berg e. V. (BGV Rhein-Berg) ein. Von 1991 bis 1996 leitete er diesen Verein als 1. Vorsitzender, musste das Amt jedoch ebenfalls aus gesundheitlichen Gründen im Juni 1996 niederlegen. Man ernannte ihn anschließend zum Ehrenvorsitzenden.
Der BGV Rhein-Berg verdankt ihm viele neue Initiativen: Mit Heft 1 startete er 1994 die jährlich erscheinende Vereinszeitschrift Heimat zwischen Sülz und Dhünn, Geschichte und Volkskunde in Bergisch Gladbach, die er im Laufe der Jahre mit über 25 eigenen Artikeln füllte. Auch in den Reihen Rheinisch-Bergischer Kalender und Romerike Berge, Zeitschrift für das Bergische Land erschienen zahlreiche Artikel von ihm. Schließlich gab er den Anstoß zur Herausgabe von inzwischen 60 Büchern in der Schriftenreihe des BGV Rhein-Berg mit überwiegend wissenschaftlichem Hintergrund.

## Auszeichnungen
- Rheinlandtaler 1999
- Silberne Ehrennadel der Stadt Bergisch Gladbach 2013[3]
- Ehrenvorsitzender des Bergischen Geschichtsvereins Rhein-Berg e. V.

## Schriften
- Heimatatlas Bergisch Gladbach und Umgebung, Bergisch Gladbach 1991, ISBN 3-932326-03-2
- Die Geschichte der Kalkbrennerei in Bergisch Gladbach, Gummersbach 1992, ISBN 3-88265-171-7
- Ruhmreiche Berge! : Heimatkundliche Beilage der Heiderschen Zeitung, Nachdr. der Jg. 1930 - 41, Bergisch Gladbach 1992 ISBN 3-932326-05-9
- Ruhmreiche Berge! : Heimatkundliche Beilage der Heiderschen Zeitung, Nachdr. des Jg. 1929 und der Sonderausgaben 75 Jahre Stadt Bergisch Gladbach (1931), 800 Jahre Altenberg (1933), Bergisch Gladbach 1993, ISBN 3-932326-07-5
- Ruhmreiche Berge! : Heimatkundliche Beilage der Heiderschen Zeitung, Nachdr. der 1949 und 1950 erschienenen Ausgaben und Gesamtregister, Bergisch Gladbach 1997, ISBN 3-932326-18-0
- Der neue Eulenspiegel / Vinzenz von Zuccalmaglio, versehen mit einem Kommentar von Hans Leonhard Brenner, Bergisch Gladbach 1998, ISBN 3-932326-21-0
- Das Rathaus Stadtmitte in Bergisch Gladbach; (Begleitpublikation zur Jubiläumsausstellung vom 4. bis 10. September 2006 im Rathaus Stadtmitte, Konrad-Adenauer-Platz, und vom 16. September bis 26. Oktober 2006 im GeschichteLokal, Eichelstraße), Bergisch Gladbach 2006, ISBN 3-9804448-7-2
- Gronau, Bergisch Gladbach 2007, ISBN 978-3-932326-51-6
- Kellnereirechnung 1744/45 des Amtes Porz, Bergisch Gladbach 2009, ISBN 3-932326-57-1
- Die Geschichte der Gladbacher Mühle in Bergisch Gladbach, Bergisch Gladbach 2010, ISBN 3-932326-61-X
- Die Strunde und ihre Bergisch Gladbacher Mühlen, Bergisch Gladbach 2012, ISBN 3-932326-67-9
- Vom Alabasterberg bis zum Teufelsfuhrloch, Die Geschichte der Kalkbrennerei und des damit verbundenen Braunkohlenabbaus in Bergisch Gladbach, Bergisch Gladbach 2013, ISBN 3-932326-69-5